# Earl Hand
Earl McNabb Hand (Sault Sainte Marie, 10 marzo 1897 – Toronto, 19 marzo 1954) è stato un militare e aviatore canadese, asso dell'aviazione durante la grande guerra che prestò servizio nel Royal Flying Corps e poi nella Royal Air Force, accreditato di 5 vittorie individuali e due non confermate.

## Biografia e prima guerra mondiale

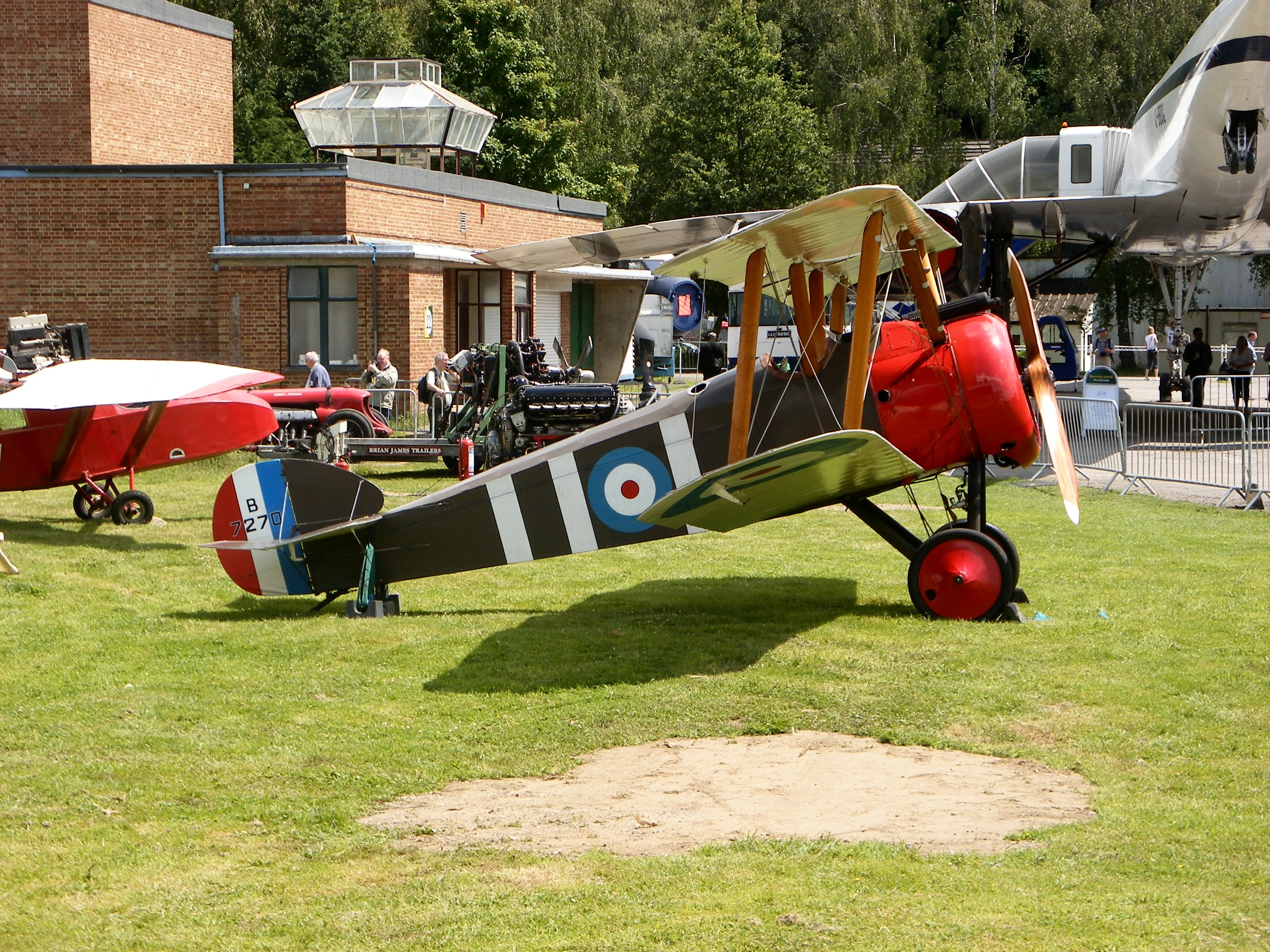
Un caccia Sopwith Camel a Brooklands.

Nacque a Sault Sainte Marie il 10 marzo 1897, figlio di Thomas A. Hand e Hannah Jane Hand. Arruolatosi nel Royal Canadian Army entrò poi a far parte del Canadian Expeditionary Force il 7 aprile 1916 venendo subito inviato sul fronte occidentale in Francia. Dal 1 luglio al 18 novembre prese parte, con il grado di sergente, alla battaglia della Somme. Il 3 aprile 1917, mentre le forze di terra alleate si preparavano all'assalto di aprile a Vimy Ridge, fu trasferito al Royal Flying Corps (RFC) con il grado di sottotenente temporaneo e poi completò l'addestramento da pilota a Camp Borden, Ontario. Il 15 agosto venne assegnato al No.71 RFC Squadron e confermato al grado di sottotenente.
Il 10 ottobre 1917 fu assegnato al No. 45 RFC Squadron, conseguendo la sua prima vittoria con il No. 45 Squadron RAF il 15 novembre 1917, costringendo ad un atterraggio forzato un Albatros D.V a Langemark-Poelkapelle, in Belgio. Dopo che il No.45 RFC Squadron fu trasferito dal fronte occidentale a quello italiano conseguì quattro vittorie tra il 30 gennaio ed il 9 maggio 1918 volando su un Sopwith Camel.  Il 1° aprile 1918 il RFC si fuse con il Royal Naval Air Service per diventare la Royal Air Force. Il 31 maggio 1918 fu assegnato al No. 28 Squadron, Royal Air Force, e il giorno dopo, 1º giugno, fu abbattuto dall'asso dell'Impero austro-ungarico Frank Linke-Crawford. Linke-Crawford colpì il serbatoio del carburante del suo Camel che si incendiò; in qualche modo egli sopravvisse sia alle fiamme che all'impatto dal suolo. Tuttavia rimase gravemente ustionato e venne fatto prigioniero di guerra. Non fu liberato dalla prigionia in Austria fino al 14 novembre 1918, tre giorni dopo la fine della prima guerra mondiale. Ritornato in Canada nel 1919, nel dopoguerra frequentò l'Università di Toronto e si laureò in giurisprudenza lavorando poi come magistrato in città. Nel 1932 fu inserito nella lista degli ufficiali di riserva della Royal Canadian Air Force ma non prestò servizio attivo. Fu tra i fondatori del Toronto Flying Club. Si spense a Toronto il 19 marzo 1954.

### Fonti
1. 1 2 3 4 5  Shores, Franks, Guest 1996, p. 184.
2. 1 2 3 4  The Aerodrome.
3. 1 2 3 4 5 6 7 8 9 10 11 12  Canada Veterans Hall of Valour.
4. 1 2 3  Franks 2003, p. 85.